# Socha svatého Jana Nepomuckého (Bohušov)
Socha svatého Jana Nepomuckého stojí v předzahrádce domu čp. 131 v Bohušově v okrese Bruntál v Moravskoslezském kraji. Mramorová socha je chráněná jako kulturní památka a byla zapsána do Ústředního seznamu kulturních památek ČR.

## Popis
Socha byla postavena v roce 1864 neznámým autorem. Světec stojí na nízkém podstavci. Hladký hranolový podstavec, který je ukončený profilovanou římsou, stojí na nízkém profilovaném soklu. Na římse je nízký plint, na kterém stojí světec oděný v tradičním šatu s biretem na hlavě v mírném kontrapostu. Šat je vertikálně rozčleněn do masívních záhybů. V levé ruce drží na hrudi zlacenou ratolest, v pravé ruce přidržuje kříž s korpusem Krista, který nadnáší letící andílek. Kolem světcovy hlavy je zlacená svatozář.
Nápis na podstavci:
| „ | GESTIFTET von WOHLTÄTERN 1864 | “ |